# 코드로스

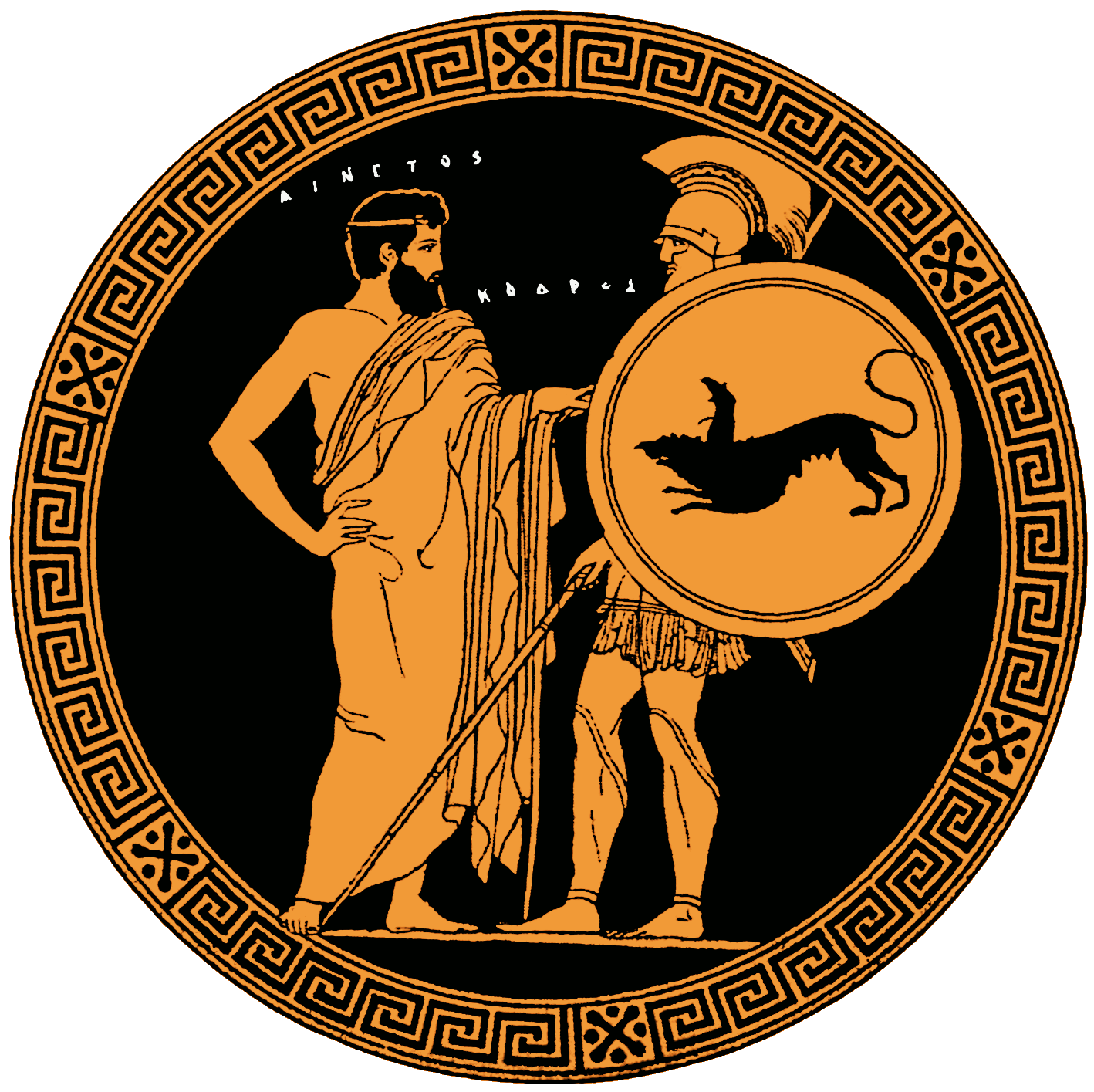

코드로스(그리스어: Κόδρος, 재위: 기원전 1089년 ~ 기원전 1068년)는 고대 그리스 전설에 따르면 아테네의 마지막 왕이었다.

## 생애
도리아인의 펠레폰네수스 침입시(기원전 1068년)에 히포테스의 아들 알레테스 아래의 도리아인들은 델포이 현자에게 조언을 구하였다. 그들은 왕이 다치지 않으면 침입은 성공할 것이라는 예언을 듣는다. 아테네의 왕만의 죽음이 아테네의 안전을 보장할 것이라는 예언의 소식을 빠르게 코드로스의 귀에 들어갔다. 그는 백성들을 위해 농부로 변장을 하고 강을 건너 도리아 캠프 근처로 갔다. 그곳에서 그는 도리아 병사들을 화나게 하고 다툼으로 인해 죽었다. 도리아인은 코드로스가 처형된 것을 깨닫고 예언된 패배를 두려워하여 물러나기로 결심하였다.
일부 전승에는 이 사건의 정산에서 아무도 코드로스를 계승할 가치가 없다고 생각하였다. 그리하여 왕이라는 직위는 폐지되었고 집정관이 그것을 대체하였다. 첫 집정관은 코드로스의 아들 메돈이었다. 다른 전승에는 코드로스의 애국심에 감동한 백성들이 그의 아들 메돈을 최후의 왕으로 옹립하고 그 뒤는 집정관체제로 변화시켰다 한다.